# Scaphytopius marginellus
Scaphytopius marginellus är en insektsart som beskrevs av Delong 1944. Scaphytopius marginellus ingår i släktet Scaphytopius och familjen dvärgstritar. Inga underarter finns listade i Catalogue of Life.